# John Carpenter
John Howard Carpenter (Carthage, Nova Iorque, 16 de Janeiro de 1948) é um cineasta, roteirista, produtor, editor e compositor de cinema estadunidense. Apesar de Carpenter ter trabalhado em vários géneros de cinema, está mais associado aos filmes do género de terror e de ficção científica dos anos de 1970 e 1980.
Grande parte dos filmes da carreira de Carpenter foram fracassos tanto a nível critico como comercial, exceptuando notavelmente Halloween (1978), Escape from New York (1981) e Starman (1984). No entanto, muitos dos seus filmes de 1970 e de 1980 como Dark Star (1974), Assault on Precinct 13 (1976), The Fog (1980), The Thing (1982), Christine (1983), Big Trouble in Little China (1986), Prince of Darkness (1987) e They Live (1988) tornaram-se desde então clássicos cult, e Carpenter por conseguinte, reconhecido como um cineasta influente.
Carpenter também se tornou notável por ter composto (ou em parceria) grande parte da banda sonora dos seus filmes; algumas dessas são hoje em dia consideradas bandas sonoras de culto, com o tema principal da Halloween a ser visto como parte da cultura popular. O seu primeiro álbum de estúdio, Lost Themes, foi lançado em 2015 e o seu filme Vampires (1998) ganhou um Premio Saturn para Melhor Música.

## Biografia
Carpenter nasceu no estado de Nova Iorque em 1948, filho de Milton Jean e Howard Ralph Carpenter, um professor de música. Ele e sua família mudaram-se para Bowling Green, Kentucky, em 1953. Desde a infância foi fascinado por filmes, principalmente pelos westerns de Howard Hawks e John Ford, bem como por filmes de terror e ficção científica de baixo orçamento dos anos 1950, como Forbidden Planet e The Thing from Another World, filmando filmes curtos de horror, antes mesmo de entrar no colegial. Estudou na Universidade do Oeste de Kentucky, onde seu pai presidia o departamento de música, transferindo-se depois para a Escola de Artes Cinematográficas da Universidade do Sul da Califórnia em 1968, onde graduou-se em 1971.

## Técnicas
Os seus filmes são caracterizados por uma luminosidade e fotografia minimalista e utilização de câmaras estáticas. Com a exceção dos filmes The Thing, Starman e Memoirs of an Invisible Man, John Carpenter marcou todos os seus filmes (embora em alguns são colaborações), com seus temas, os mais famosos são dos filmes Halloween e Assault on Precinct 13. Distintas composições sintetizadas são normalmente usadas, sendo compostas por ele mesmo. John Carpenter descreve-se como influenciado por Howard Hawks, Alfred Hitchcock e The Twilight Zone.

## Filmografia Completa
- 2022 - Halloween: Ends (Compositor e Produtor Executivo)
- 2021 - Halloween Kills: O Terror Continua (Compositor e Produtor Executivo)
- 2018 - Halloween (Compositor e Produtor Executivo)
- 2011 - The Ward
- 2005 - The Fog (2005) (Produtor)
- 2001 - Ghosts of Mars
- 1998 - Vampiros de John Carpenter
- 1996 - Fuga de Los Angeles
- 1995 - In the Mouth of Madness
- 1995 - Village of The Damned
- 1993 - Body Bags
- 1992 - Memoirs of an Invisible Man
- 1988 - They Live
- 1987 - Prince of Darkness
- 1986 - Big Trouble in Little China
- 1984 - Starman (filme)
- 1983 - Christine (1983)
- 1982 - The Thing (1982)
- 1981 - Halloween II (Roteirista, Compositor e Produtor)(Ao lado de Debra Hill e Alan Howarth)
- 1981 - Escape from New York
- 1980 - The Fog
- 1979 - Elvis (filme)
- 1978 - Someone's Watching Me!
- 1978 - Halloween
- 1978 - Os Olhos de Laura Mars (como roteirista)
- 1976 - Assault on Precinct 13
- 1974 - Dark Star